# آورو ۵۳۹
آورو ۵۳۹ (به انگلیسی: Avro 539) یک هواپیمای ساختِ کارخانهٔ آورو در کشور بریتانیا است. این هواپیما در ۱۹۱۹ میلادی نخستین پرواز خود را انجام داد.